# Herrarnas sprintstafett i längdskidåkning vid olympiska vinterspelen 2010
Herrarnas sprintstafett i de olympiska vinterspelen 2010 hölls vid Whistler Olympic Park i Whistler, British Columbia den 22 februari 2010.

## Medaljörer
| Spel          | Guld                                   | Silver                                | Brons                                    |
| Sprintstafett | Norge Øystein Pettersen Petter Northug | Tyskland Tim Tscharnke Axel Teichmann | Ryssland Nikolaj Morilov Alexej Petuchov |

## Resultat

### Semifinaler
| Rank | Omgång | Land           | Tävlande                             | Tid     | Not               |
| ---- | ------ | -------------- | ------------------------------------ | ------- | ----------------- |
| 1    | 1      | Ryssland       | Nikolaj Morilov Aleksej Petuchov     | 18.47,6 | Vidare till final |
| 2    | 1      | Norge          | Øystein Pettersen Petter Northug     | 18.48,5 | Vidare till final |
| 3    | 1      | Tyskland       | Tim Tscharnke Axel Teichmann         | 18.48,9 | Vidare till final |
| 4    | 1      | Kanada         | Devon Kershaw Alex Harvey            | 18.49,2 | Vidare på tid     |
| 5    | 1      | Finland        | Lasse Paakkonen Ville Nousiainen     | 18.54,3 | Vidare på tid     |
| 6    | 1      | Polen          | Maciej Kreczmer Janusz Krężelok      | 19.07,2 |                   |
| 7    | 1      | Slovakien      | Ivan Bátory Michal Malak             | 19.07,5 |                   |
| 8    | 1      | Estland        | Anti Saarepuu Peeter Kümmel          | 19.27,6 |                   |
| 9    | 1      | Litauen        | Modestas Vaičiulis Mantas Strolia    | 19.43,1 |                   |
| 10   | 1      | Kina           | Sun Qinghai Xu Wenlong               | 19.43,6 |                   |
| DNF  | 1      | Storbritannien | Andrew Musgrave Andrew Young         | DNF     |                   |
| 1    | 2      | Tjeckien       | Dušan Kožíšek Martin Koukal          | 18.43,1 | Vidare till final |
| 2    | 2      | USA            | Torin Koos Andrew Newell             | 18.43,7 | Vidare till final |
| 3    | 2      | Frankrike      | Vincent Vittoz Cyril Miranda         | 18.43,8 | Vidare till final |
| 4    | 2      | Italien        | Cristian Zorzi Renato Pasini         | 18.43,9 | Vidare på tid     |
| 5    | 2      | Kazakstan      | Nikolaj Tjebotko Aleksej Poltaranin  | 18.45,3 | Vidare på tid     |
| 6    | 2      | Schweiz        | Eligius Tambornino Dario Cologna     | 18.54,6 |                   |
| 7    | 2      | Japan          | Nobu Naruse Yuichi Onda              | 18.54,6 |                   |
| 8    | 2      | Sverige        | Marcus Hellner Teodor Peterson       | 19.06,5 |                   |
| 9    | 2      | Rumänien       | Paul Constantin Pepene Petrica Hogiu | 19.09,2 |                   |
| 10   | 2      | Australien     | Ben Sim Paul Murray                  | 19.57,0 |                   |
| DNF  | 2      | Belarus        | Sergej Dolidovitj Leanid Karnijenka  | DNF     |                   |